# Sự nghiệp

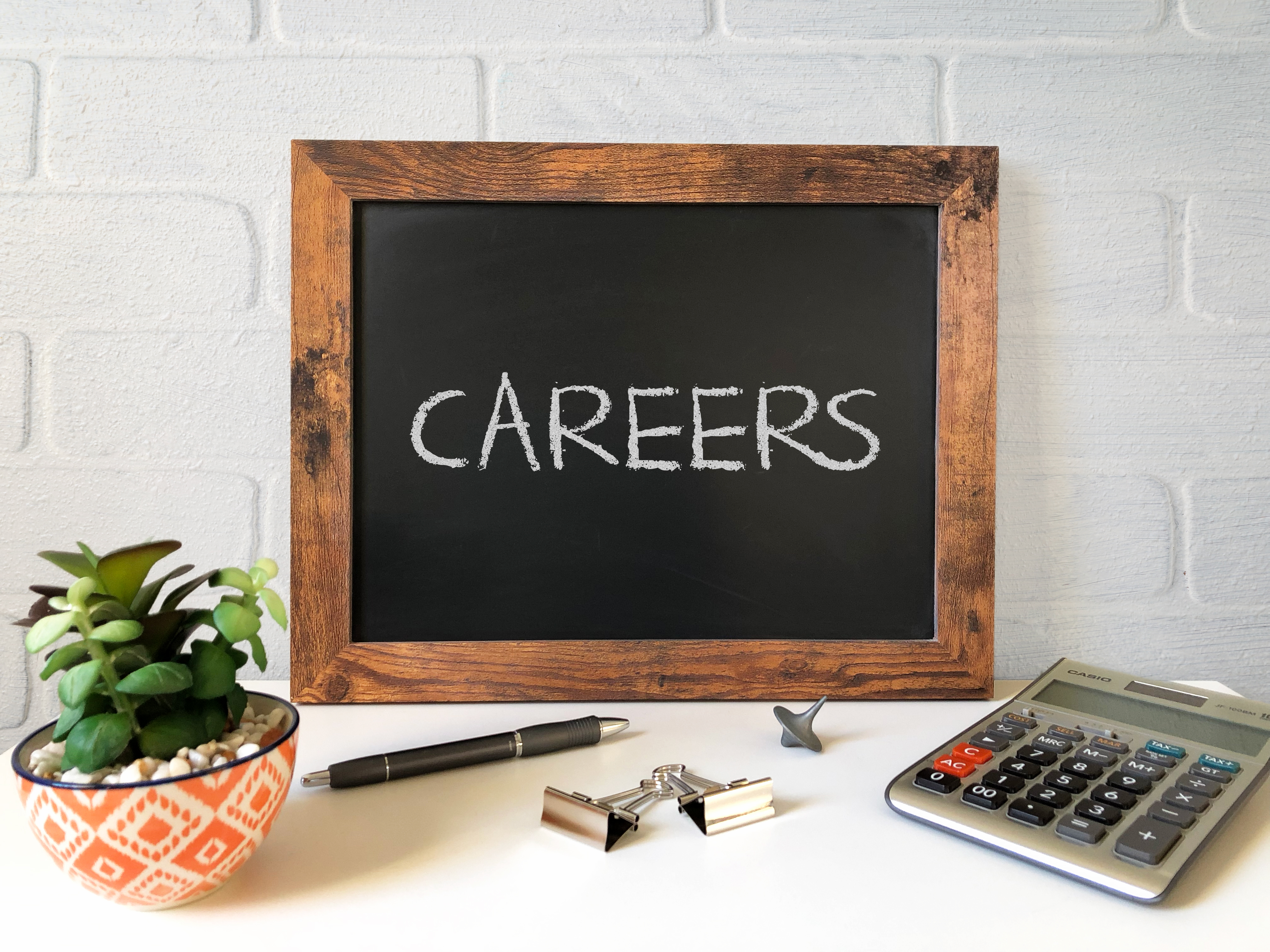
Minh họa về hai chữ sự nghiệp (bằng tiếng Anh)

Sự nghiệp (Career) là "hành trình" ẩn dụ của một cá nhân thông qua quá trình học tập, làm việc và các khía cạnh khác của đời sống cá nhân hướng tới những kết quả và thành tích cụ thể. Trên bình diện tổng quát thì sự nghiệp là những công việc to lớn, có ích lợi chung và lâu dài cho xã hội. Có một số cách để định nghĩa sự nghiệp và thuật ngữ này được sử dụng theo nhiều cách khác nhau. Từ điển tiếng Anh Oxford (Oxford English Dictionary) định nghĩa "sự nghiệp" là "quá trình thăng tiến hoặc tiến trình trong cuộc sống (hoặc một phần của cuộc sống)" của một người", định nghĩa này liên hệ "sự nghiệp" với nhiều khía cạnh trong cuộc sống, việc học và công việc của một cá nhân. "Sự nghiệp" cũng thường được hiểu là liên quan đến các khía cạnh làm việc trong cuộc sống của một cá nhân, chẳng hạn như khi chỉ về một người "phụ nữ sự nghiệp" (một người phụ nữ coi trọng sự nghiệp và công việc hơn yếu tố gia đình và các mối quan tâm khác). Thành công trong sự nghiệp là một thuật ngữ được sử dụng thường xuyên trong các bài viết học thuật và phổ biến về sự nghiệp đề cập đến mức độ và cách thức mà một cá nhân có thể được mô tả là thành công trong cuộc sống làm việc của bản thân cho đến nay, là những gì người ta đã đạt được. 
Một cách thứ ba mà thuật ngữ "sự nghiệp" được sử dụng để mô tả một công việc hoặc một nghề nghiệp thường liên quan đến đào tạo hoặc giáo dục chính quy, sự nghiệp được coi là một thành tựu, dấu ấn bản thân của cả một đời người. Các nhà nghiên cứu hành vi tổ chức định nghĩa nghề nghiệp là "những trải nghiệm liên quan đến công việc và các kinh nghiệm có liên quan khác của một cá nhân, cả bên trong và bên ngoài tổ chức, tạo thành một mô hình độc đáo trong suốt cuộc đời của cá nhân đó". Từ "sự nghiệp" trong tiếng Anh thực chất bắt nguồn từ tiếng Latin là Carrus, ám chỉ một cỗ xe ngựa (Chiến xa). Từ điển Nguyên từ trực tuyến (Online Etymology Dictionary) cho rằng sự mở rộng về mặt ngữ nghĩa theo đó cụm từ "sự nghiệp" có nghĩa là "quá trình diễn ra trong cuộc sống xã hội hoặc nghề nghiệp của một người" , cụm từ này xuất hiện từ năm 1803. Theo Behling và những người khác, quyết định gia nhập một công ty của một cá nhân có thể phụ thuộc vào bất kỳ yếu tố nào trong ba yếu tố sau: yếu tố khách quan, yếu tố chủ quan và sự tiếp xúc quan trọng. Thành công ban đầu trong sự nghiệp có thể gây ra nỗi niềm thất vọng sau này, đặc biệt là khi lòng tự trọng, tự cao, tự đại, tự mãn và tham vọng của một người gắn liền với sự nghiệp bấp bênh, mơ hồ hoặc thành tích đáng thất vọng của họ. Yếu tố thu nhập cá nhân và địa vị xã hội ("công danh, danh lợi, tiền tài") là những ví dụ về tiêu chí khách quan của sự thành công, trong đó "khách quan" có nghĩa là chúng có thể được xác minh thực tế, đo lường được và không chỉ là vấn đề quan điểm chủ quan, các nhìn nhận cảm tính. Nhiều nhà quan sát cho rằng con đường sự nghiệp trở nên khó đoán định hơn trước đây do tốc độ thay đổi về mặt kinh tế và yếu tố công nghệ nhanh chóng biến đổi.